# إنوس برونسون
إنوس برونسون (بالإنجليزية: Enos Bronson)‏ هو كاتب أمريكي، ولد في 1774 في واتربوري في الولايات المتحدة، وتوفي في 1823.